# 小行星7226
小行星7226（英語：7226 Kryl）是一颗围绕太阳公转的小行星。1984年8月21日，安東寧·姆爾科斯在克列特发现了此天体。
这颗小行星的绝对星等为264.8030475230322等。